# Heart Condition
Heart Condition is een Amerikaanse film uit 1990 geregisseerd door James D. Parriott. De hoofdrollen worden vertolkt door Bob Hoskins en Denzel Washington.

## Verhaal
De wegen van de politieagent Jack Moony en de advocaat Napoleon Stone kruisen elkaar wanneer Stone wordt dood geschoten en Moony een hartinfarct krijgt. Zonder het te weten heeft Moony het hart gekregen van Stone die net als een geest meeleeft en de schuldigen van zijn dood wil kennen.

## Rolverdeling
| Acteur             | Personage        |
| ------------------ | ---------------- |
| Bob Hoskins        | Jack Moony       |
| Denzel Washington  | Napoleon Stone   |
| Chloe Webb         | Crystal Gerrity  |
| Roger E. Mosley    | Captain Wendt    |
| Ja'net DuBois      | Mrs. Stone       |
| Alan Rachins       | Dr. Posner       |
| Ray Baker          | Harry Zara       |
| Jeffrey Meek       | Graham           |
| Eva LaRue Callahan | Peisha           |
| Frank R. Roach     | Senator Marquand |